# Barba
La barba és el pèl facial que cobreix la zona de les mandíbules en els humans mascles. També cobreix la barbeta, el llavi superior, el llavi inferior, les galtes i el coll dels humans i d'alguns animals no humans. En els humans, normalment els mascles pubescents o adults poden tenir barba, de mitjana als 21 anys.
És un dels trets tardans de la pubertat. Apareix amb més o menys abundància depenent de la raça. Hi ha cultures que la consideren preceptiva, com els sikhs o alguns corrents musulmans. Quan es deixa el pèl solament al mentó es diu barbeta o barbó. També es pot referir a les vores sense tallar d'un paper manual o d'un llibre tallat manualment.
Al llarg de la història, les actituds de la societat cap a les barbes masculines han variat molt depenent de factors com les tradicions culturals i religioses predominants i les tendències de la moda de l'època actual. Algunes religions (com algunes sectes de l'islam i el sikhisme) han considerat una barba plena com a essencial i les marquen com a obligatòries com a part de la seva observança. Altres cultures, tot i que no ho obliguen oficialment, veuen que la barba és fonamental per a la virilitat d'un home, exemplificant virtuts com la saviesa, la força, la destresa sexual i l'alt estatus social. A les cultures on el pèl facial és poc comú (o actualment està passat de moda), les barbes poden estar associades a una mala higiene o a un comportament poc convencional. Als països amb climes més freds, les barbes ajuden a protegir la cara de l'usuari dels elements. Les barbes també proporcionen protecció solar.

## Biologia
La barba es desenvolupa durant la pubertat. El creixement de la barba està relacionat amb l'estimulació dels fol·licles pilosos de la zona per la dihidrotestosterona, que continua afectant el creixement de la barba després de la pubertat. La dihidrotestosterona també afavoreix la calvície. La dihidrotestosterona es produeix a partir de testosterona, els nivells de la qual varien segons la temporada. La taxa de creixement de la barba també és genètica.

### Evolució

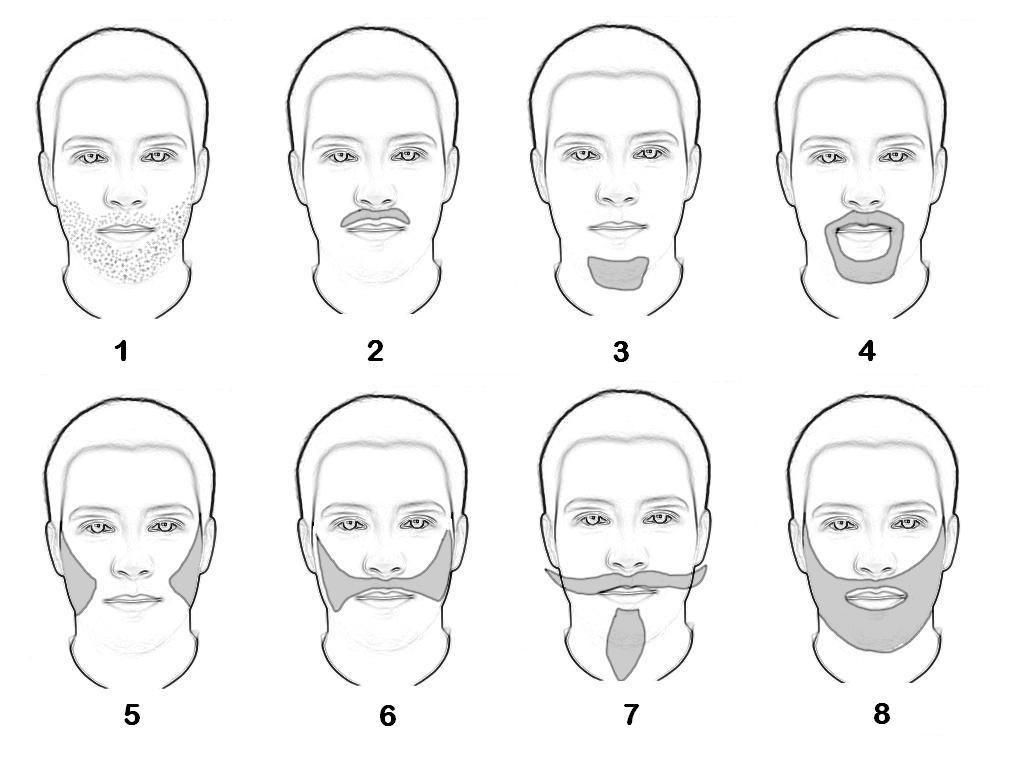
Diferents tipus de barbes: 1) Incipient 2) Bigoti 3) Perilla o mandarí 4) Estil espanyol 5) Patilles llargues 6) Patilles unides per bigoti 7) Estil Van Dyke 8) Barba completa.

Les barbes són una característica sexual secundària però no tenen un paper directe en la reproducció. Charles Darwin va suggerir per primera vegada una possible explicació evolutiva de les barbes a la seva obra The Descent of Man, que va plantejar la hipòtesi que el procés de selecció sexual podria haver conduït a les barbes. Els biòlegs moderns han reafirmat el paper de la selecció sexual en l'evolució de les barbes, concloent que hi ha proves que la majoria de dones troben els homes amb barba més atractius que els homes sense barba.
Les explicacions de la psicologia evolutiva sobre les barbes inclouen senyalitzar la maduresa sexual i la dominància de la senyalització per la creixent grandària percebuda de les mandíbules; cares afaitades netes són classificades com menys dominants que suportades. Alguns estudiosos afirmen que encara no s'ha establert si la selecció sexual que condueix a les barbes està basada en l'atractiu (selecció intersexual) o el domini (selecció intrsexual). Una barba pot explicar-se com un indicador de l'estat general d'un home. La taxa de vellositat facial sembla influir en l'atractiu masculí. La presència d'una barba fa que el mascle sigui vulnerable en baralles de mans a mans (proporciona una manera fàcil d'agarrar i sostenir el cap de l'oponent), que és costós, per la qual cosa els biòlegs han especulat que ha d'haver-hi altres beneficis evolutius que superin aquest inconvenient. L'excés de testosterona evidenciat per la barba pot indicar una immunosupressió lleu, que pot donar suport a l'espermatogènesi.

## Història

### Món antic i clàssic

#### Líban

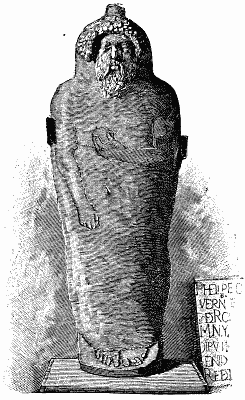
Els fenicis, els avantpassats dels libanesos, prestaven una gran atenció a la barba, com es pot veure en les seves escultures.

Fenícia, l'antiga civilització semítica centrada a la costa del que avui és el Líban, va prestar molta atenció al cabell i la barba. Es disposava en tres, quatre o cinc files de petits rínxols ajustats i s'estenia d'orella a orella al voltant de les galtes i la barbeta. De vegades, però, en lloc de les nombroses fileres, trobem una sola fila, la barba cau en trets arrissats a l'extrem. No hi ha cap indici que els fenicis es deixessin bigoti.

#### Israelites

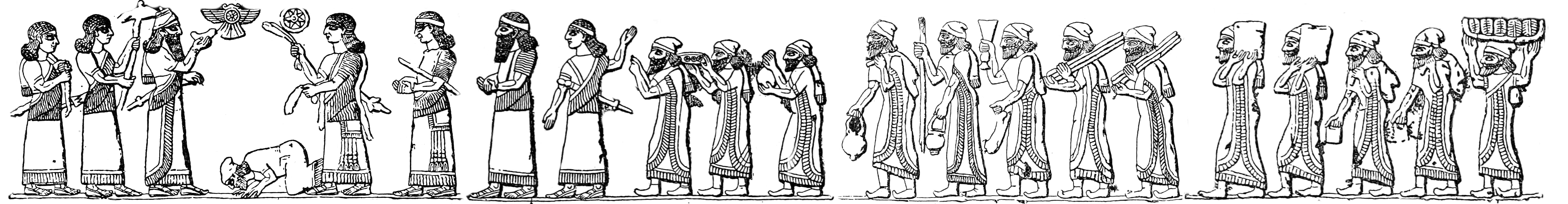
El rei israelita Jehú s'agenolla davant Salmanasar III tal com està gravat a l'Obelisc Negre. Ell i la delegació jueva es distingien dels assiris per unes barbes distintives.

La societat israelita donava una importància especial a la barba. Moltes figures religioses masculines esmentades al Tanakh tenien pèl facial. Segons els erudits bíblics, l'afaitat del cabell, especialment de les cantonades de la barba, era un costum de dol. El culte religiós de la barba per part dels israelites pot haver-se fet com un intent deliberat de distingir el seu comportament en comparació amb els seus veïns, reduint com a resultat l'impacte dels costums estrangers (i la religió). Els hitites i elamites estaven ben afaitats, i els sumeris també anaven sovint sense barba; a la inversa, els egipcis i els libis es van afaitar la barba en barbs allargats molt estilitzats.

#### Mesopotàmia

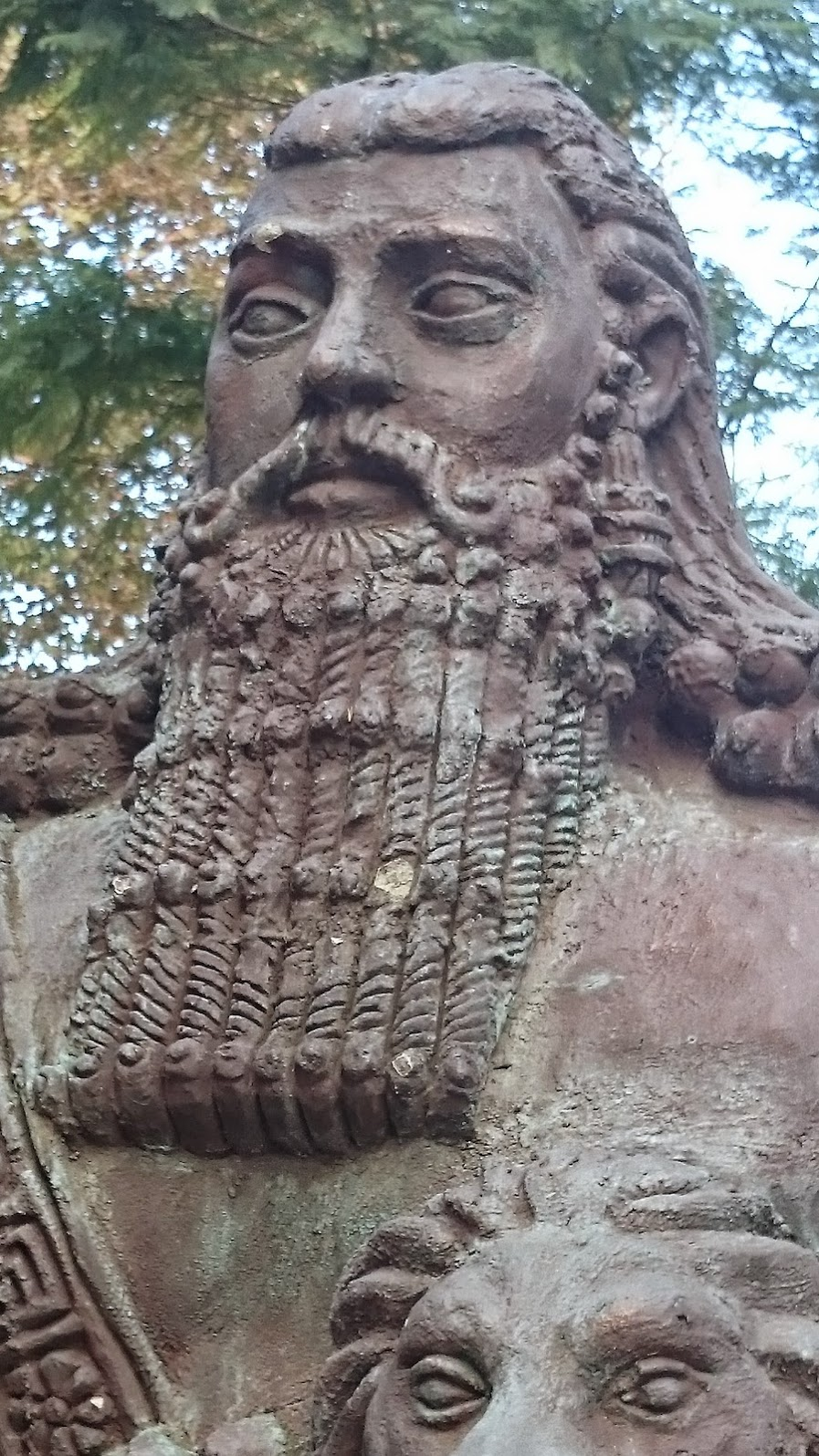
Estàtua de Gilgamesh amb barba elaborada

Les civilitzacions mesopotàmiques (sumeris, assiris, babilonis, caldeus i medis) van dedicar molta cura a posar-se oli i arreglar-se les barbes, utilitzant pinces i ferros arrissats per crear elaboracions i patrons escalonats.

#### Egipte
Els antics egipcis de més alt rang es deixaven créixer pèl a la barbeta que sovint es tenyia d'un taronja vermellós amb henna i de vegades es trenava amb un fil d'or entrellaçat. Les reines i els reis portaven una falsa barba metàl·lica, o perruca, que era un signe de sobirania. Això es mantenia al seu lloc mitjançant una cinta lligada sobre el cap i connectada a una corretja de barbeta daurada, una moda existent entre el 3.000 i el 1580 aC aproximadament.

#### Subcontinent indi
A l'antiga Índia, es deixava créixer la barba, símbol de dignitat i de saviesa (cf. sadhu). Les nacions de l'est generalment tractaven les seves barbes amb molta cura i veneració, i el càstig per llicència i adulteri era tallar públicament la barba de les parts ofensores. Tenien una consideració tan sagrada per la conservació de les seves barbes que un home podia comprometre-la pel pagament d'un deute.

#### Xina

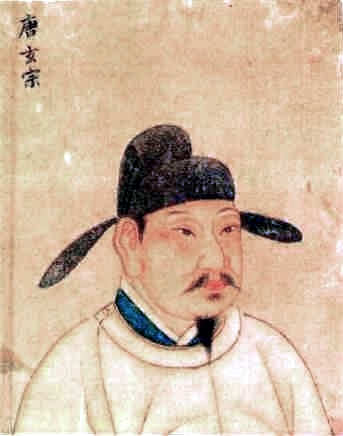
Xuan Zong de Tang amb el patró de creixement del pèl facial específic de l'est asiàtic en què el cabell només creix per sobre dels llavis, per sota dels llavis i a la barbeta. Les galtes i la mandíbula estan sense afaitar perquè no hi creix pèl.

Confuci sostenia que el cos humà era un regal dels pares al qual no s'havia de fer cap modificació. Alguns homes xinesos són incapaços de fer-se créixer una barba completa i, en canvi, només poden fer créixer una barba anomenada Van Dyke "natural". Aquest patró de creixement es pot veure en els soldats d'argila de l'exèrcit de terracota.

#### Grècia

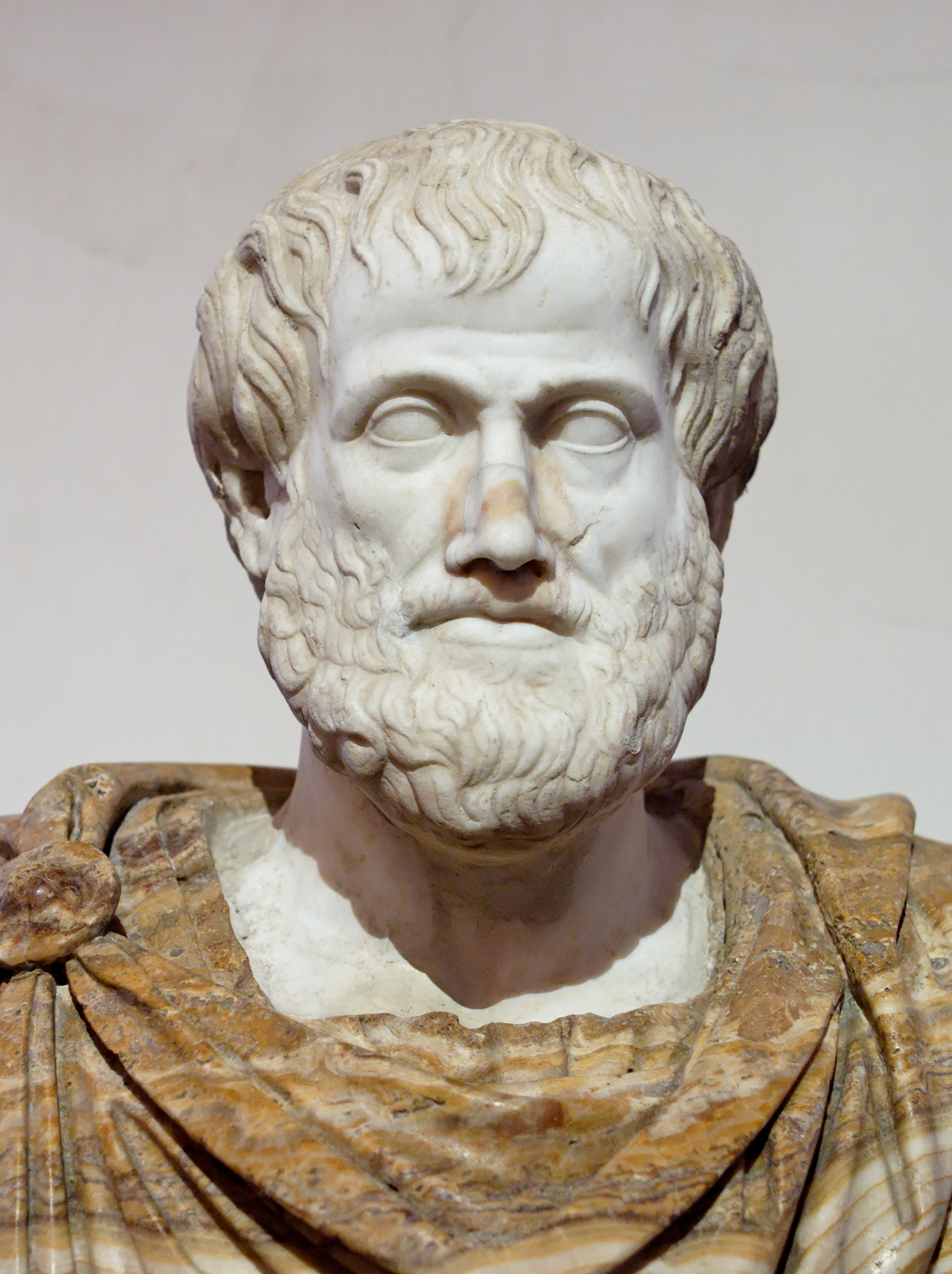
Aristòtil amb barba

Els antics grecs consideraven la barba com una insígnia o signe de virilitat; a les èpiques homèriques tenia un significat quasi santificat, de manera que una forma habitual de súplica era tocar la barba de la persona adreçada. Segons William Smith en aquests temps antics el bigoti estava afaitat, deixant clar l'espai al voltant dels llavis. Només s'afaitava com a senyal de dol, encara que en aquest cas sovint es deixava sense retallar. Una cara llisa es considerava un signe d'afeminació. Els espartans castigaven els covards afaitant-se una part de la barba. Les barbes gregues també eren arrissades amb freqüència amb pinces. Als joves normalment no es deixava anar la barba, a més, portar-la es va convertir en opcional per als adults al segle V i IV aC.

#### Macedònia
A l'antiga Macedònia, durant l'època d'Alexandre el Gran es va introduir el costum d'afaitar-se suaument. Alexandre va promoure fortament l'afaitat durant el seu regnat perquè creia que semblava més ordenat. Alexandre va ordenar que els seus soldats s'afaitessin ben bé, tement que les seves barbes servissin de mànec als seus enemics per agafar-s'hi. La pràctica de l'afaitar-se es va estendre des dels macedonis, els reis dels quals estan representats en monedes, estàtues, etc. amb cares llises, per tot el món conegut de l'Imperi Macedoni. Es van aprovar lleis contra ella, sense efecte, a Rodes i Bizanci; fins i tot Aristòtil es va conformar al nou costum, a diferència dels altres filòsofs, que van conservar la barba com a distintiu de la seva professió. Per això, un home amb barba, després del període macedoni, implicava ser un filòsof; hi ha moltes al·lusions a aquest costum dels filòsofs posteriors en proverbis com: "La barba no fa el savi". A causa d'aquesta associació amb filòsofs, que van perdre fama amb el temps, la barba va adquirir cada cop més una connotació negativa, com en Teodor Pròdromos, Llucià de Samosata i Julià l'apòstata (que va escriure el Misopogon, és a dir, "odiador de la barba").

#### Roma
Sembla que afaitar-se no era conegut pels romans durant la seva història primerenca (sota els reis de Roma i la primera República). Plini ens diu que P. Ticini va ser el primer que va portar una barberia a Roma, que va ser l'any 454 de la fundació de la ciutat (és a dir, cap al 299). Escipió l'Africà (236–183 aC ) va ser aparentment el primer entre els romans que es va afaitar la barba. No obstant això, després d'aquest punt, sembla que afaitar-se es va estendre molt ràpidament, i aviat gairebé tots els homes romans estaven ben afaitats; estar ben afaitat es va convertir en un signe de ser romà i no grec. Només en els últims temps de la República la joventut romana va començar a afaitar-se la barba només parcialment, tallant-la en forma ornamental; els nens prepúbers es van oliar la barbeta amb l'esperança de forçar el creixement prematur de la barba.
Tot i així, les barbes van romandre com una costum rara entre els romans durant tota la República tardana. D'una manera general, a Roma en aquesta època, una barba llarga es considerava un signe de misèria. Els censors L. Veturius i P. Licinius van obligar M. Livius, que havia estat desterrat, en la seva restauració a la ciutat, a afaitar-se, a deixar de banda el seu aspecte brut, i després, però no fins aleshores, a entrar al Senat. La primera vegada en afaitar-se es considerava com l'inici de l'edat adulta, i el dia en què això tenia lloc se celebrava com una festa. Normalment, això es feia quan el jove romà assumia la toga virilis. August ho va fer als vint-i-quatre anys, Calígula als vint anys. El cabell tallat en aquestes ocasions era consagrat a un déu. Així Neró va posar la seva en una capsa d'or amb perles i la va dedicar a Júpiter Capitolí. Els romans, a diferència dels grecs, es deixaven créixer la barba en temps de dol; també ho va fer August per la mort de Juli Cèsar. Altres ocasions de dol en què es deixava créixer la barba eren, l'aparició com a reus, la condemna o alguna calamitat pública. D'altra banda, els homes de les zones rurals dels voltants de Roma en temps de Varró sembla que no s'haguessin afaitat excepte quan venien al mercat cada vuitè dia, de manera que el seu aspecte habitual era molt probablement un rostoll curt.
Al segle ii l'emperador Adrià (r. 117 - 138), segons Dió Cassius, va ser el primer emperador a deixar-se una barba plena; Plutarc diu que ho va fer per amagar les cicatrius a la cara. Aquest va ser un període a Roma d'imitació generalitzada de la cultura grega, i molts altres homes es van fer créixer la barba a imitació d'Adrià i de la moda grega. Fins a l'època de Constantí el Gran (r. 306 - 337) tots els emperadors adults apareixen en busts i monedes amb barbes; però Constantí i els seus successors fins al regnat de Focas (r. 602 - 610), amb l'excepció de Julià l'Apòstata (r. 361 - 363), són representats com imberbes.

#### Filòsofs antics

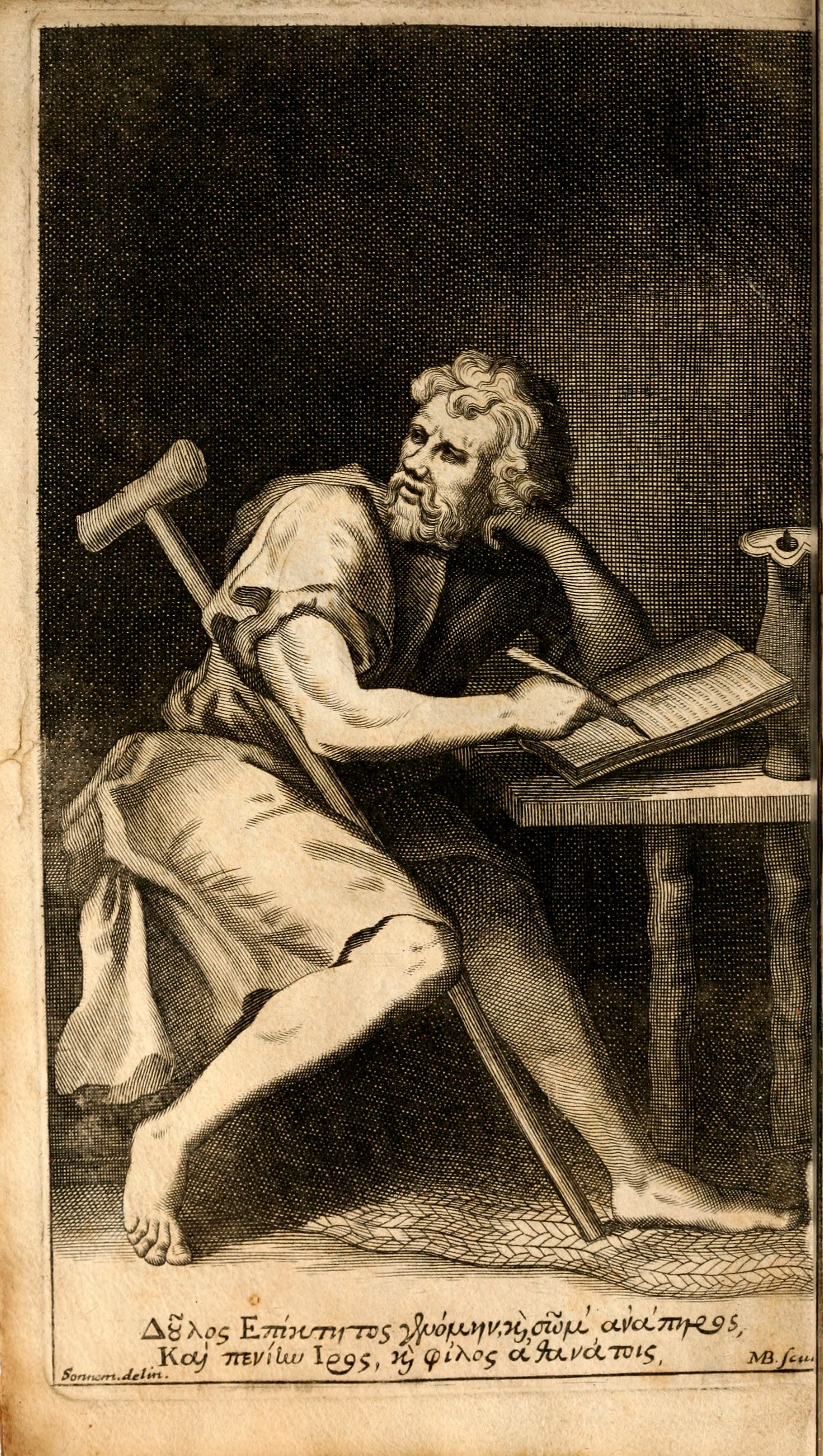
Epictet va dir que abraçaria la mort abans d'afaitar-se.

A l'antiguitat grecoromana la barba era "vista com la característica definidora del filòsof; els filòsofs havien de tenir barba, i qualsevol persona amb barba se suposava que era filòsof". Tot i que pot semblar que Sòcrates i Plató portaven "barbes de filòsof", no és així. Afaitar-se no estava molt estès a Atenes durant els segles V i IV aC i, per tant, no es distingirien de la població en general per tenir barba. La popularitat de l'afaitar-se no va augmentar a la regió fins a l'exemple d'Alexandre el Gran cap a finals del segle iv aC. La popularitat de l'afaitat no es va estendre a Roma fins a finals del segle III aC després de la seva acceptació per Escipió l'Africà. A Roma, la popularitat de l'afaitar-se va créixer fins al punt que per a un ciutadà romà respectable, es considerava gairebé obligatori.
La idea de la barba del filòsof va guanyar força quan l'any 155 aC tres filòsofs van arribar a Roma com a diplomàtics grecs: Carneades, cap de l'Acadèmia Platònica; Critolau del Liceu d'Aristòtil; i el cap dels estoics, Diògenes de Babilònia. "En contrast amb el seu públic italià molt ben afaitat, tots aquests tres intel·lectuals portaven una magnífica barba" Així, la connexió de les barbes i la filosofia es va apoderar de l'imaginari públic romà.
La importància de la barba per als filòsofs romans es veu millor pel valor extrem que el filòsof estoic Epictet hi va posar. Tal com diu l'historiador John Sellars, Epictet "afirmava que la barba del filòsof era una cosa gairebé sagrada... per expressar la idea que la filosofia no és un simple passatemps intel·lectual, sinó més aviat una forma de vida que, per definició, transforma tots els aspectes del comportament d'un, els hàbits d'afaitar d'un. Si algú continua afaitant-se per semblar un ciutadà romà respectable, és evident que encara no ha abraçat la filosofia concebuda com una forma de vida i encara no s'ha escapat dels costums socials de la majoria... el veritable filòsof només actuarà segons la raó o segons la naturalesa, rebutjant les convencions arbitràries que guien el comportament de tots els altres".
Epictet va veure la seva barba com una part integral de la seva identitat i va sostenir que preferia ser executat que sotmetre's a qualsevol força que demanés que se la retirés. En els seus Discursos 1.2.29, proposa una confrontació tan hipotètica: "Vine ara, Epictet, afaita't la barba'. Si sóc filòsof, responc, no me l'afaitaré. 'Llavors et faré decapitar'. Si et serveix de res, decapita'm". L'acte d'afaitar-se "seria comprometre el seu ideal filosòfic de viure d'acord amb la natura i seria sotmetre's a l'autoritat injustificada d'un altre".
Això no era teòric a l'època d'Epictet, ja que l'emperador Domicià va afaitar a la força el cabell i la barba del filòsof Apol·loni de Tiana "com a càstig per les activitats contra l'estat". Això va deshonrar Apol·loni mentre evitava convertir-lo en màrtir com Sòcrates. Molt abans de la seva declaració de "mort abans d'afaitar", Epictet s'havia vist obligat a fugir de Roma quan Domicià va expulsar tots els filòsofs d'Itàlia sota l'amenaça d'execució.
Els filòsofs romans portaven diferents estils de barbes per distingir a quina escola pertanyien. Els cínics tenien amb llargues barbes brutes per indicar la seva "estricta indiferència a tots els béns exteriors i costums socials"; Els estoics de tant en tant es tallen i es renten la barba d'acord amb la seva visió "que és acceptable preferir certs béns externs sempre que mai siguin valorats per sobre de la virtut"; els peripatètics tenien molta cura de les seves barbes creient d'acord amb Aristòtil que "els béns externs i la condició social eren necessaris per a la bona vida juntament amb la virtut". Per a un filòsof romà d'aquesta època, tenir barba i la seva condició indicaven el seu compromís de viure d'acord amb la seva filosofia.

#### Tribus celtes i alemanyes

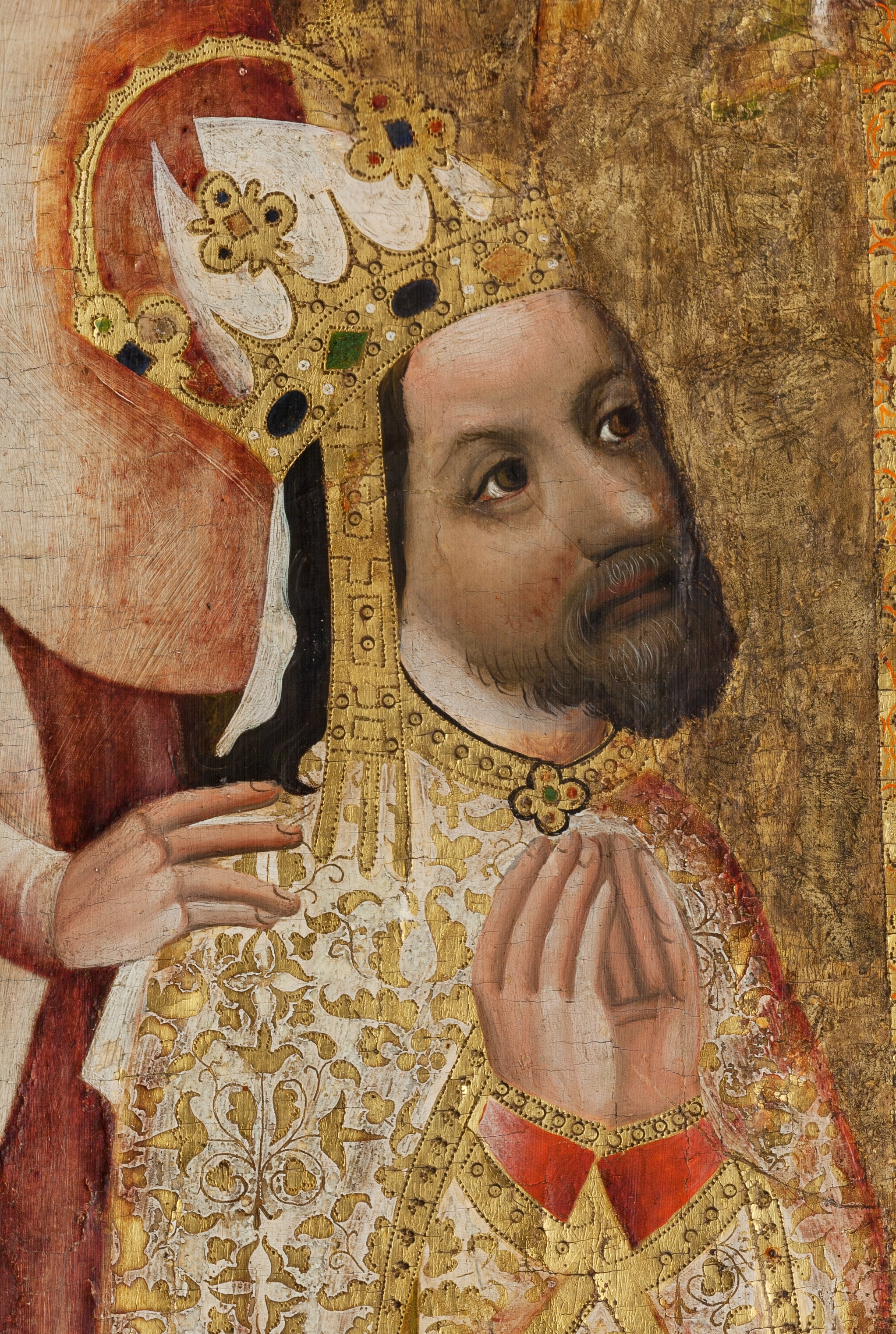
Carles IV, emperador del Sacre Germànic

Les escultures hel·lenístiques tardanes de celtes els retraten amb cabells llargs i bigotis però imberbes. Cèsar va informar que els britànics no portaven barba excepte al llavi superior.
Els anglosaxons a l'arribada a Gran Bretanya portaven barbes i van continuar fent-ho durant un temps considerable després. Entre els celtes gaèlics d'Escòcia i Irlanda, els homes normalment deixaven créixer el seu pèl facial fins a una barba plena, i sovint es considerava deshonrós que un home gaèlic no tingués pèl facial.
Tàcit afirma que entre els Catti, una tribu germànica (potser els Cats), un jove no tenia permís per afaitar-se ni tallar-se els cabells fins que no hagués matat un enemic. Els llombards van derivar el seu nom de la gran longitud de les seves barbes (Longobards – Long Beards). Quan Otó el Gran deia alguna cosa seriosa, va jurar per la seva barba, que li cobria el pit.

### Edat mitjana
A l'Europa medieval, una barba mostrava la virilitat i l'honor d'un cavaller. El cavaller castellà El Cid és descrit a El Cantar de mio Cid com "el de la barba florida". Aguantar la barba d'una altra persona era una ofensa greu que s'havia d'esmenar en un duel. El càstig per treure la barba a una altra persona era el mateix que per castrar-lo.
Tot i que la majoria dels nobles i cavallers eren barbuts, el clergat catòlic havia d'estar ben afaitat. Això en aquest moment històric es va entendre com un símbol del seu celibat.
A l'Aràbia preislàmica, els homes àrabs aparentment escurçaven la barba i mantenien grans bigotis. Mahoma va animar els seus seguidors a fer el contrari, a fer créixer la barba i a tallar-se els bigotis, per diferir dels no creients. Aquest estil de barba es va estendre posteriorment juntament amb l'islam durant l'expansió musulmana a l'edat mitjana.

### Renaixement
La majoria dels emperadors xinesos de la dinastia Ming (1368–1644) apareixen amb barbes o bigotis als retrats.
Al segle xv, la majoria dels homes europeus estaven ben afaitats. Les barbes llargues del segle XVI es van posar de moda. Algunes barbes d'aquesta època eren la barba de pala espanyola, la barba de tall quadrat anglesa, la barba bifurcada i la barba d'estilet. El 1587 Francis Drake va afirmar, en una figura retòrica, haver cantat la barba del rei d'Espanya.
Durant la dinastia Qing xinesa (1644-1911), la minoria manxú governant estava ben afaitada o, com a molt, portava bigoti, en contrast amb la majoria Han que encara portaven barba d'acord amb l'ideal confucià.
A principis del segle xvii, la mida de les barbes va disminuir als cercles urbans de l'Europa occidental i a mitjans del segle els homes acostumaven a portar bigoti o, com a molt, una perilla punxeguda. A la segona meitat del segle, l'afaitar net va tornar a ser més comú, tant és així que el 1698, Pere el Gran de Rússia va ordenar als homes que s'afaitessin la barba, i el 1705 va cobrar un impost sobre les barbes per tal de portar Societat russa més en línia amb l'Europa occidental contemporània. Al llarg del segle XVIII, essencialment, tots els homes europeus de classe alta i de classe mitjana estarien ben afaitat.

### Segle XIX
A finals del segle XVIII, després de la Revolució Francesa, les actituds van començar a allunyar-se de les modes de la classe alta del segle anterior sobretot entre les classes mitjanes. Durant l'inici del segle XIX, la majoria dels homes, especialment entre la noblesa i les classes altes, es van afaitar. Tanmateix, la moda revolucionària de França, que s'havia fet popular entre les classes mitjanes i baixes, va començar a introduir-se també a la classe alta. Això es veu a les dècades de 1820 i 1830 amb molts homes que van deixar-se patilles o bigotis laterals que van anar creixent gradualment en les dècades següents. Això va ser seguit per un canvi dramàtic en la popularitat de la barba durant la dècada de 1850, amb una popularitat notable. En conseqüència, les barbes van ser adoptades per molts líders, com Alexandre III de Rússia, Napoleó III de França i Frederic III d'Alemanya, així com molts estadistes i personatges culturals destacats, com Benjamin Disraeli, Charles Dickens, Giuseppe Garibaldi, Karl Marx, i Giuseppe Verdi. Aquesta tendència es pot reconèixer als Estats Units d'Amèrica, on el canvi s'observa entre els presidents posteriors a la Guerra Civil. Abans d'Abraham Lincoln, cap president no tenia barba; després de Lincoln fins a Woodrow Wilson, tots els presidents excepte Andrew Johnson i William McKinley tenien barba o bigoti.
La barba es va vincular en aquest període amb nocions de masculinitat i coratge masculí. La popularitat resultant ha contribuït a l'estereotipada figura masculina victoriana en la ment popular, la figura severa vestida de negre a la qual s'afegeix una gran barba.

### Segle XX

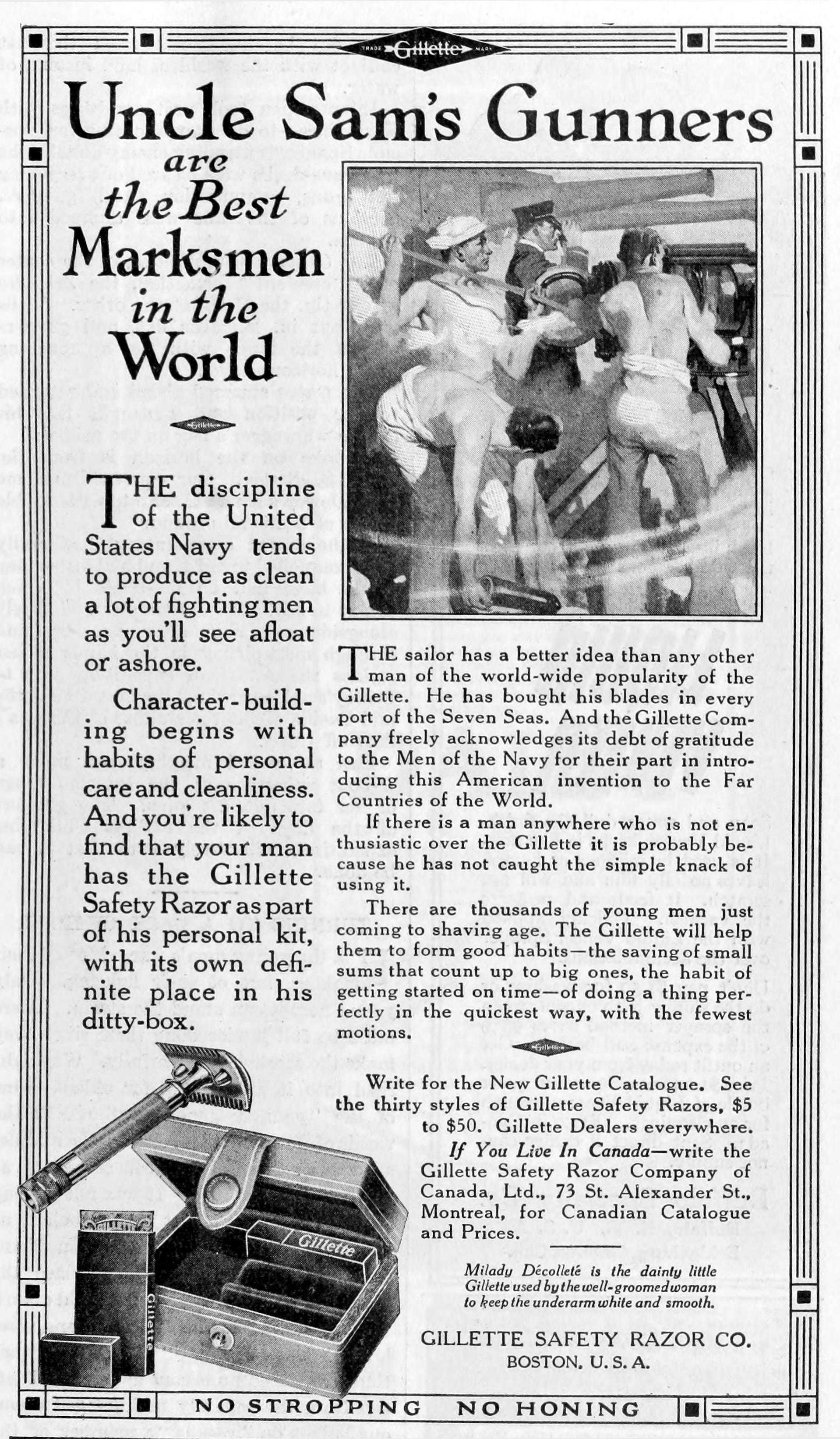
Anunci de Gillette al Literary Digest, 9 de juny de 1917

A la Xina, la revolució de 1911 i el posterior moviment del 4 de maig de 1919 van portar els xinesos a idealitzar occident considerant-lo més modern i progressista que ells i, per tant, a imitar-lo. Això incloïa el regne de la moda, i els homes xinesos van començar a afaitar-se la cara i a tallar-se els cabells.
A principis del segle xx, les barbes van començar un lent declivi de popularitat. Encara que van ser conservades per algunes figures destacades que eren homes joves en el període victorià (com Sigmund Freud), la majoria dels homes que van conservar el pèl facial durant les dècades de 1920 i 1930 es van limitar a un bigoti o una perilla (com amb Marcel Proust, Albert Einstein, Vladimir). Lenin, León Trockij, Adolf Hitler i Joseph Stalin). Mentrestant, als Estats Units, les pel·lícules populars representaven herois amb cares ben afaitades. Paral·lelament, el màrqueting massiu psicològic d'Edward Bernays i Madison Avenue s'estava fent prevalent. La maquineta d'afaitar de l'empresa Gillette va ser un dels primers clients d'aquests venedors. Aquests esdeveniments van conspirar per popularitzar els cabells curts i les cares ben afaitades com l'únic estil acceptable per a les properes dècades. Els pocs homes que portaven la barba o parts de la barba durant aquest període eren generalment o vells, centreeuropeus, membres d'una secta religiosa que ho requeria, o bé en l'àmbit acadèmic.
La barba va ser reintroduïda a la societat dominant per la contracultura, primer amb els "beatniks" a la dècada de 1950, i després amb el moviment hippie de mitjans de la dècada de 1960. Després de la guerra del Vietnam, les barbes van augmentar en popularitat. A mitjans de la dècada de 1960 i durant tota la dècada de 1970, hippies i homes de negocis portaven barbes per igual. Músics populars com The Beatles, Barry White, The Beach Boys, Jim Morrison (cantant principal de The Doors) i els membres masculins de Peter, Paul i Mary, entre molts d'altres, portaven barba plena. La tendència de les barbes aparentment omnipresents a la cultura nord-americana va disminuir a mitjans dels anys vuitanta.

### Segle XXI
A finals del segle xx, la barba anomenada de Verdi, molt tallada, sovint amb un bigoti integrat a joc, s'havia tornat relativament habitual. A partir de la dècada de 1990, la moda als Estats Units ha tingut tendència generalment cap a la perilla de Van Dyke, o una barba ben tallada a la gola. El 2010, la durada de moda s'acostava a deixar-se una "ombra de dos dies", que entre d'altres va popularitzar Pep Guardiola. La dècada de 2010 també va veure que la barba completa es va tornar a posar de moda entre els homes joves hipster i un gran augment de les vendes de productes de perruqueria masculina.
Un estrat de la societat nord-americana on el pèl facial era molt poc freqüent és al govern i la política. L'últim president dels Estats Units que va portar qualsevol tipus de pèl facial va ser William Howard Taft, que va estar al càrrec des de 1909 fins a 1913. L'últim vicepresident dels Estats Units que va portar pèl facial va ser Charles Curtis, que va estar al càrrec des de 1929 fins a 1933. Tots dos portaven bigoti, però l'últim president dels Estats Units que va portar barba va ser Benjamin Harrison; que va exercir el càrrec entre 1889 i 1893. L'últim membre de la Cort Suprema dels Estats Units amb una barba plena va ser el jutge en cap Charles Evans Hughes, que va servir a la Cort fins a 1941. Des del 2015, un nombre creixent de figures polítiques masculines han portat barba al càrrec, com ara el president de la Cambra, Paul Ryan, i els senadors Ted Cruz i Tom Cotton.

## Adjectius relatius a la barba
- barbablanc o barbaflorit que té la barba blanca
- barbaclar que té la barba clara
- barbaclòs que té la barba completa i espessa
- barbaespès que té la barba tofuda
- barbafort que té la barba de pèl fort
- barbafresc que té la barba rasurada de fresc
- barbagrís que té la barba grisa
- barbamec que no té barba, essent adolescent o imberbe
- barbanegre que té la barba negra
- barbapunta o barbapunyent que té la barba naixent
- barba-reveixí que té la barba amb pèls girats de tots costats
- barba-roig que té la barba pèl-roja
- barba-ros que té la barba rossa
- barba-serrat que té la barba espessa